# Daniel Rivera
Daniel Alejandro Rivera Garzón (Bogotá, 28 de febrero de 1999) es un futbolista colombiano posición defensa central y su equipo actual es el Atlético Junior de la Categoría Primera A de Colombia.

## Clubes
| Club                   | País     | Año           |
| ---------------------- | -------- | ------------- |
| Fortaleza F.C.         | Colombia | 2019-2024     |
| Junior de Barranquilla | Colombia | 2025-presente |